# Alegeri prezidențiale în Franța, 2012
Primul tur al alegerilor prezidențiale din Franța a avut loc în 22 aprilie 2012 (21 aprilie pentru teritoriile și departamentele de peste mări), iar al doilea tur de scrutin va avea loc în 6 mai 2012 (sau 5 mai pentru locuitorii din teritoriile și departamentele de peste mări). Președintele în funcție, Nicolas Sarkozy, candidează pentru a doua oară consecutiv (conform constituției franceze, nu poate îndeplini mai mult de două mandate, chiar și consecutive) în aceste alegeri.
Primul tur de scrutin s-a finalizat cu victoria lui François Hollande, care a obținut cele mai multe voturi, urmat la mică distanță de Nicolas Sarkozy, niciunul dintre ei nu au obținut majoritatea voturilor. Hollande a câștigat și al doilea tur, iar Sarkozy s-a recunoscut înfrânt.
Alegerile prezidențiale vor fi urmate de alegerile legislative, în iunie 2012.

## Alegerile primare
Alegerile primare prezidențiale ale Partidului Socialist francez din 2011 au fost primele alegeri primare publice (primaires citoyennes), desfășurate în comun de către Partidul Socialist francez și Partidul Radical de Stânga pentru a alege un candidat pentru alegerile prezidențiale franceze din 2012. Votanții au trebuit să doneze cel puțin un euro și să semneze o adeziune pentru valorile de stânga pentru a fi eligibili. Termenul limită pentru depunerea candidaturilor a fost stabilit la 13 iulie 2011 și șase candidațiau finalizat primul tur de vot. În ziua alegerilor, din 9 octombrie 2011, nici un candidat nu a obținut 50% din voturi, iar primii doi candidați cu cele mai multe voturi au intrat în turul doi al alegerilor primare din 16 octombrie 2011. În cel de-al doilea tur de scrutin, François Hollande a învins-o pe Martine Aubry.

### Europe Écologie–Verzii
Europe Écologie–Verzii (EELV) au organizat alegeri pentru alegerea candidatului pe care îl vor susține. Votul a fost posibil pentru toți membrii partidului și a Mișcării Ecologice Independente. Au fost patru candidați. Primul tur de scrutin a avut loc pe 29 iunie 2011. Eva Joly, o membră a EELV și fost magistrat a obținut 49,75% din voturi. Al doilea tur de scrutin a avut loc pe 12 iulie, când Eva Jloy a abținut 13 223 de voturi (58,16%) iar Nicolas Hulot a obținut 9339.

## Primul tur
Pentru a intra în primul tur de scrutin, un candidat trebuia să strângă cel puțin 500 de semnături a unor reprezentanți aleși, dintr-un număr total de 47.000. Aceștia puteau fi primari, consilieri generali, consilieri regionali, deputați, senatori, membrii ai Parlamentului European aleși în Franța. Doar 10 candidați s-au calificat în 2012.

### Galeria cu candidați

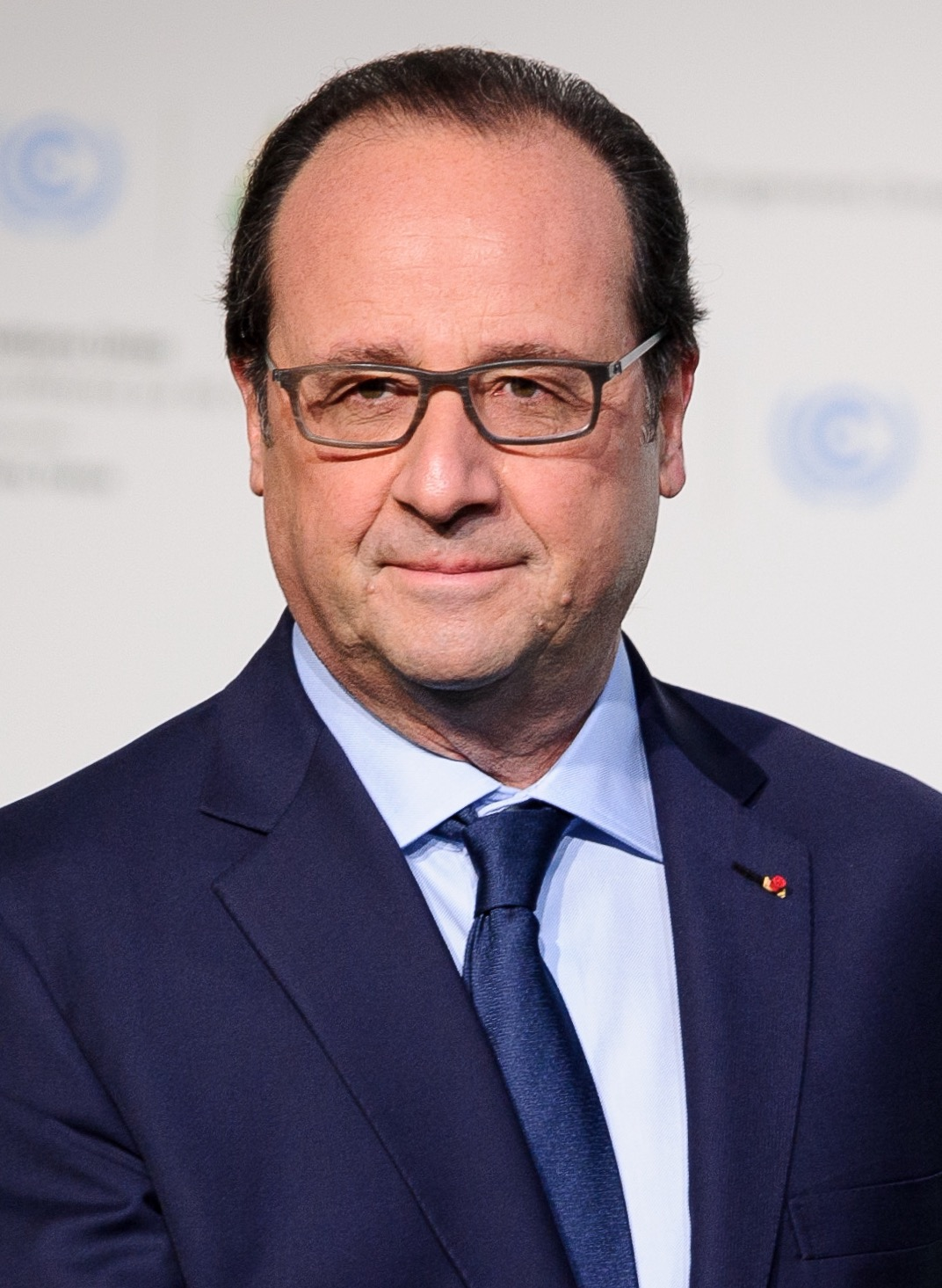
Partidul Socialist Francez: Președintele Consiliului General al Corrèze, fost Prim Secretar al Partidului Socialist și Membru al Parlamentului, François Hollande
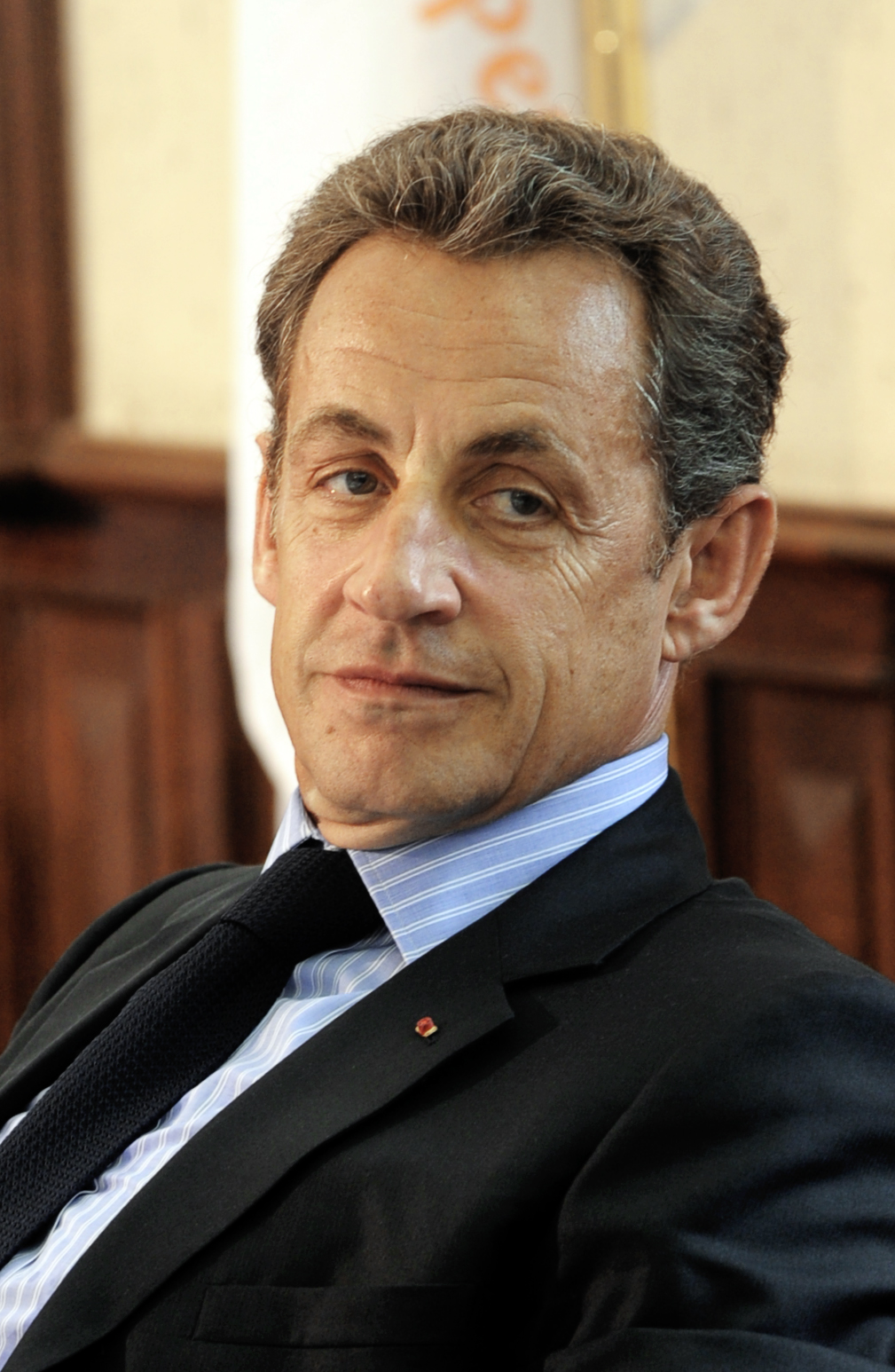
Uniunea pentru Mișcarea Populară: În 15 februarie 2012, Președinte Nicolas Sarkozy și-a anunțat candidatura pentru un nou mandat de 5 ani.
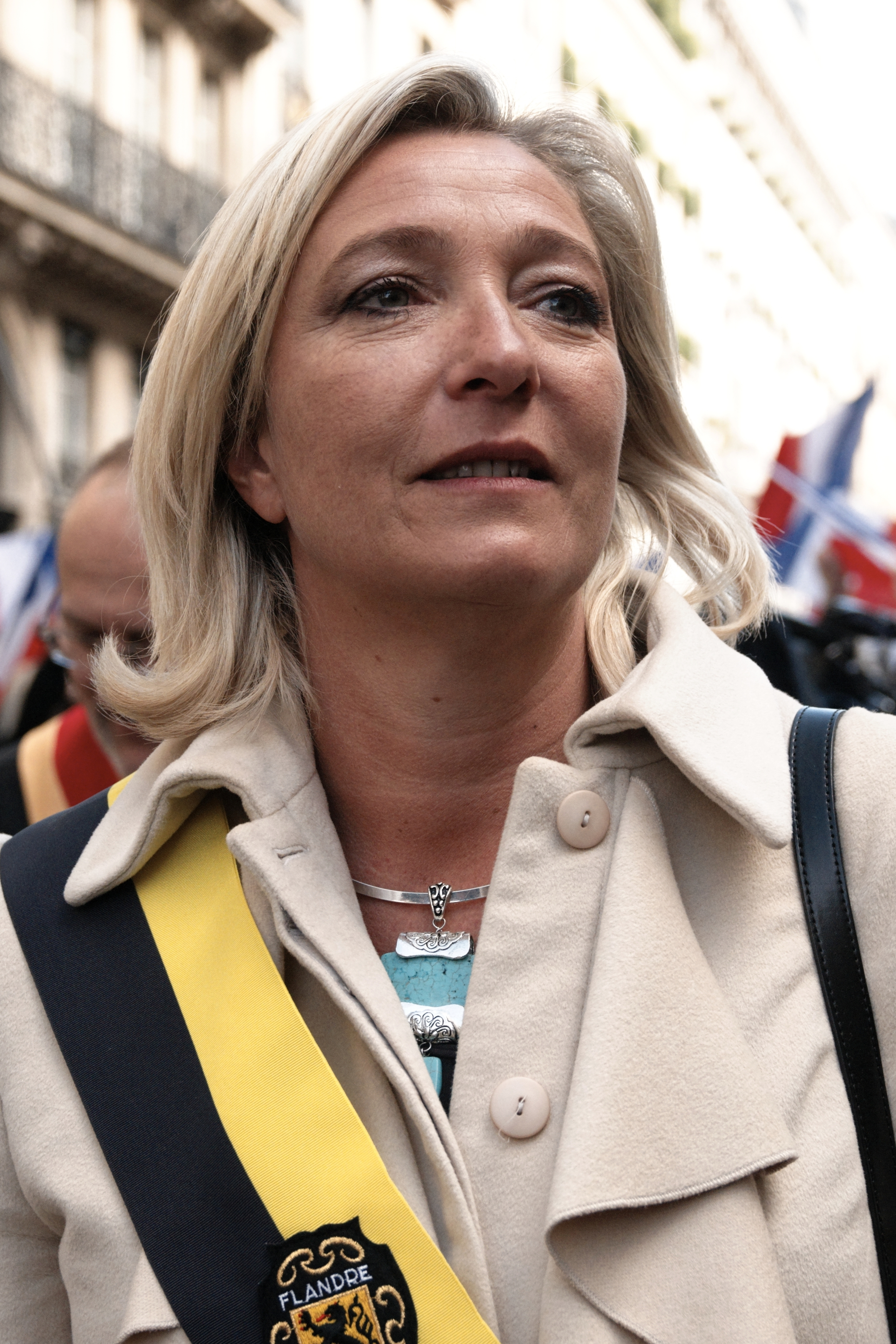
Frontul Național: Președintele partidului și membru al parlamentului, Marine Le Pen a fost aleasă în 16 mai 2011.
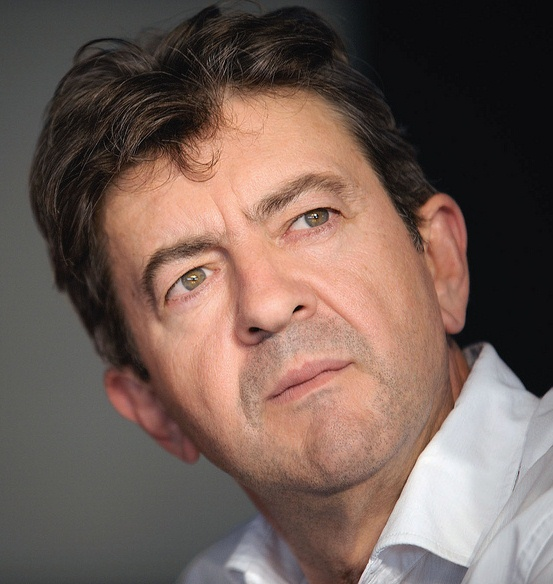
Frontul de Stânga: MEP, fost senator și co-președinte al Partidului Stângii, Jean-Luc Mélenchon
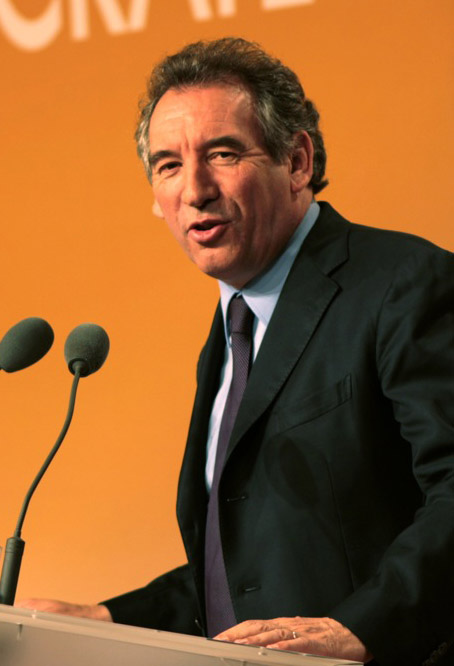
Mișcarea Democratică: François Bayrou, președinte al partidului și MP, confirmat drept candidat pe 22 august 2011.
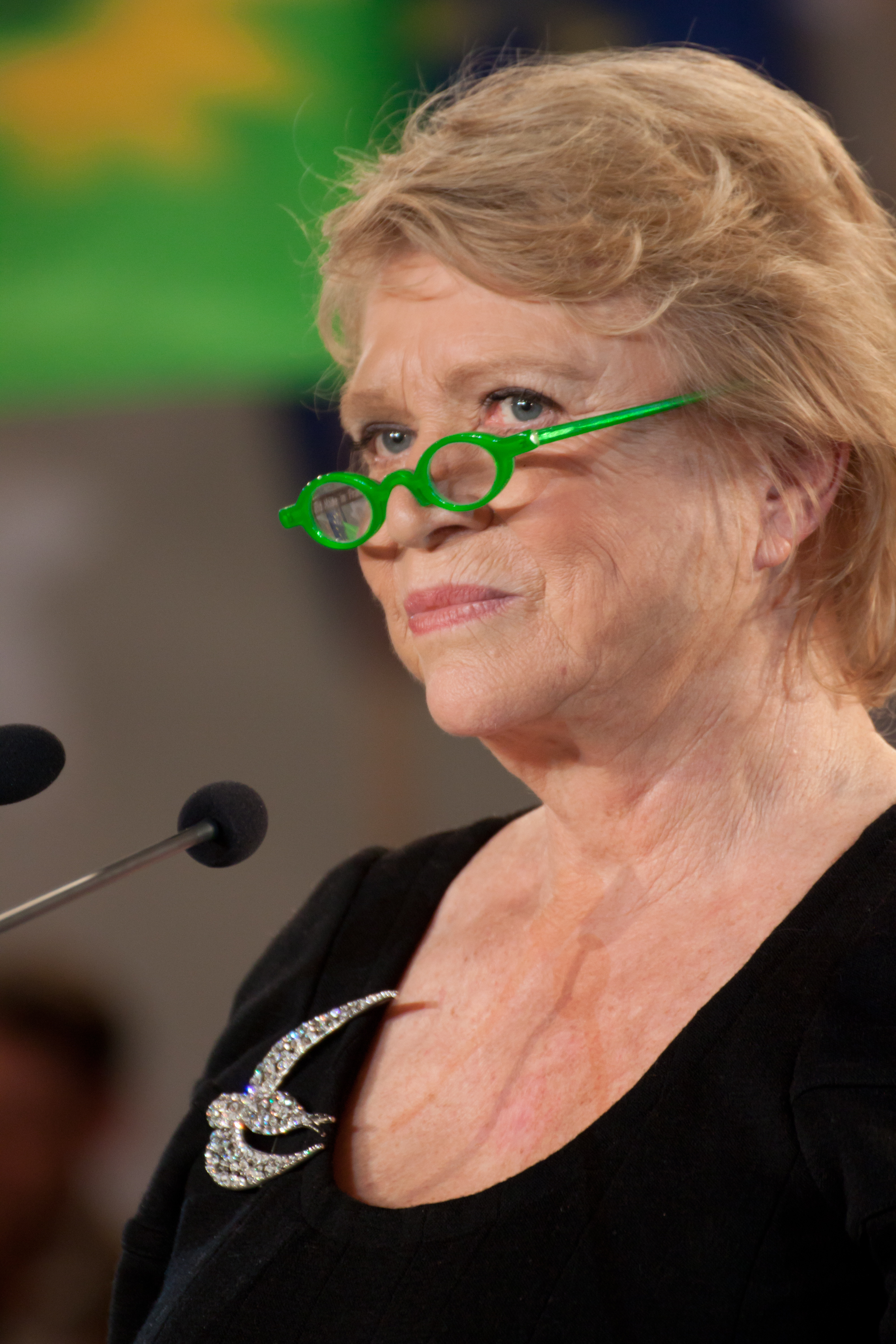
Europe Écologie–Verzii: MEP și fost magistrat, Eva Joly
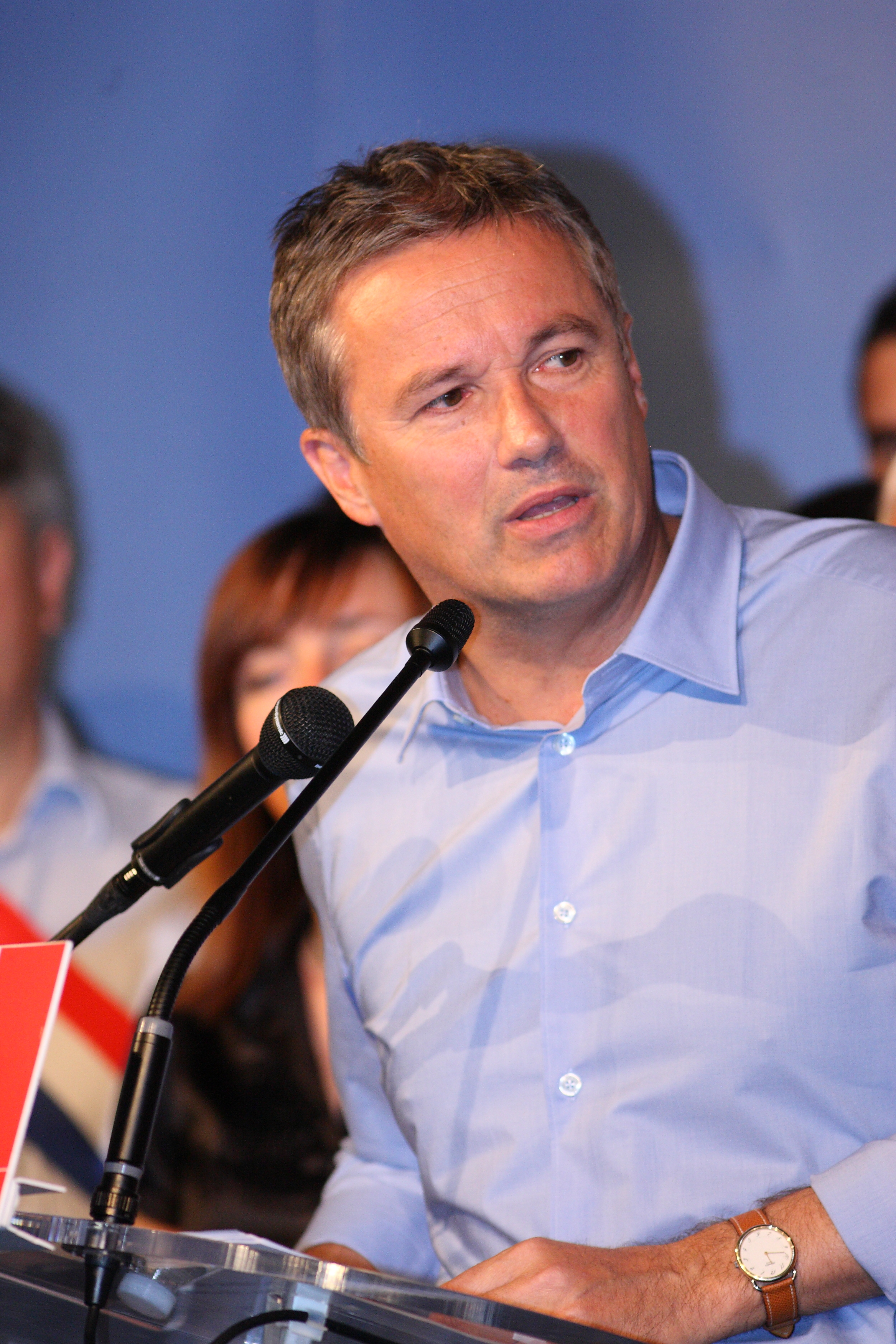
Debout la République: Primarul Yerres și MP, Nicolas Dupont-Aignan
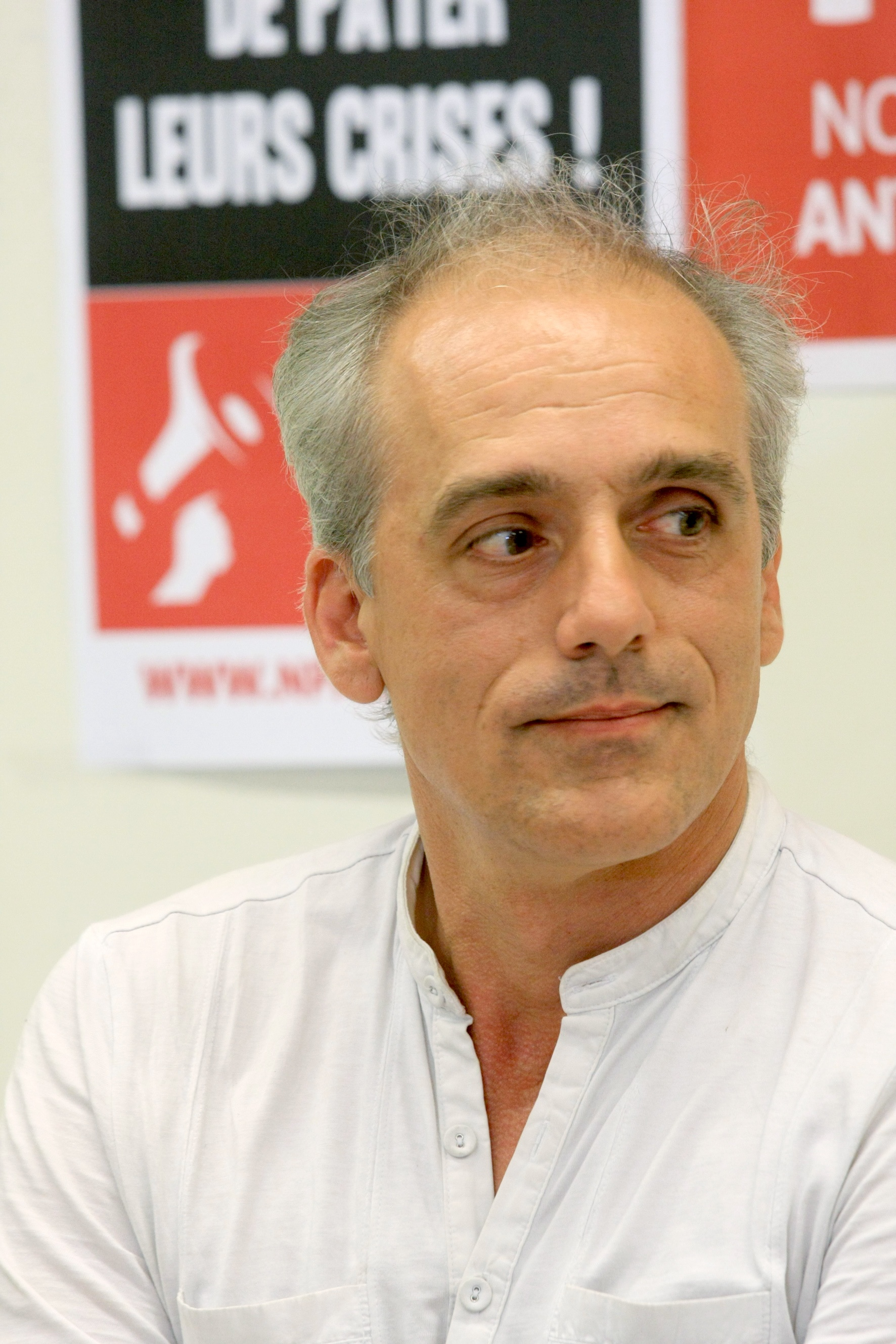
Noul Partid Anticapitalist: Philippe Poutou
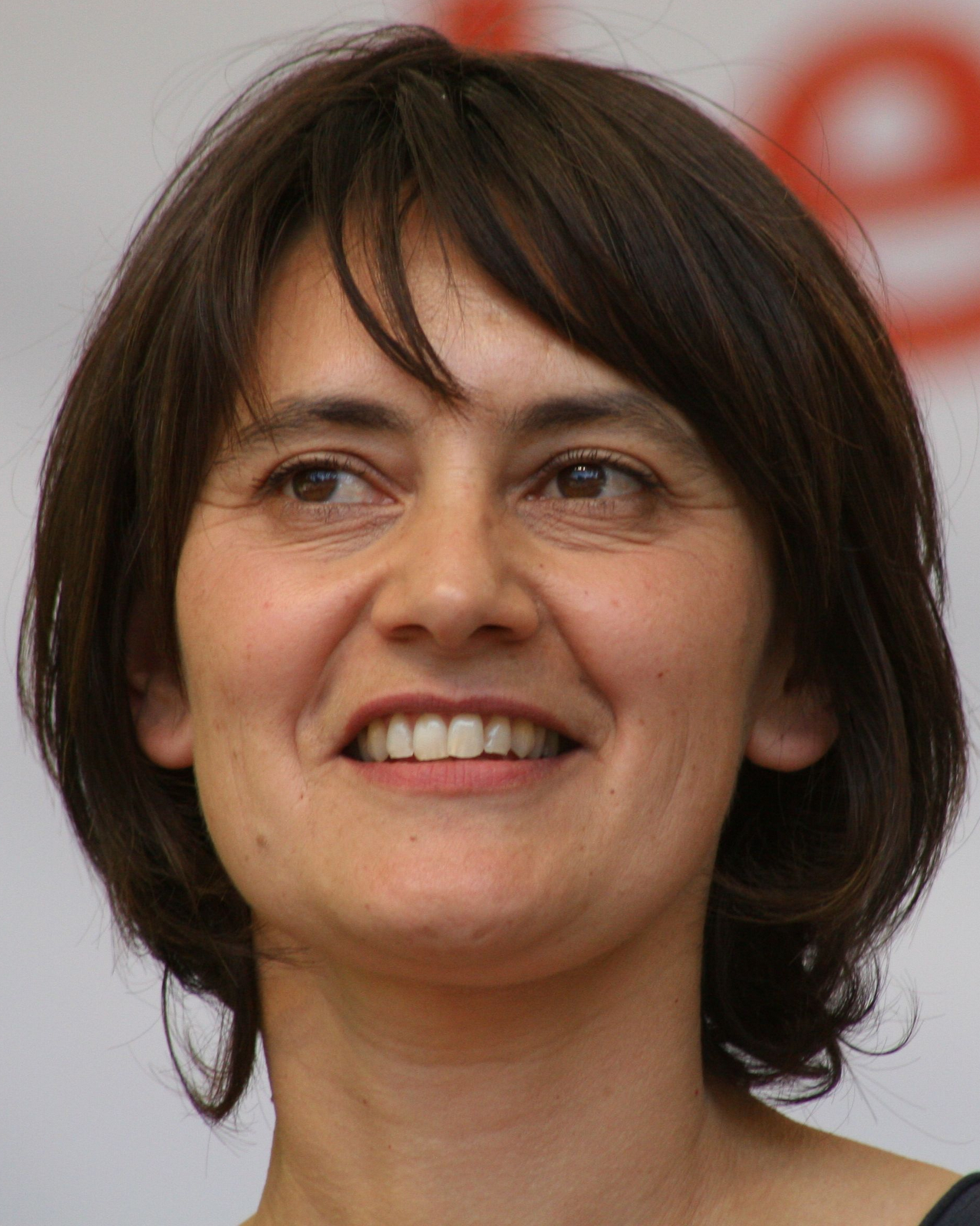
Lutte Ouvrière: Nathalie Arthaud

## Al doilea tur de scrutin

### Dezbaterea televizată
Dezbaterea televizată a avut loc pe 2 mai 2012, tensiunea se simțea în aer, cei doi candidați stând față în față în jurul mesei, ambii îmbrăcați în costume negre cu cravate negre. Hollande la acuzat pe Sarkozy de divizarea Franței și a afirmat că el va fi un președinte al justiției sociale, al redresării economice și unității naționale. Sarkozy la acuzat pe Hollande că este un lider al Partidului Socialist care nu are nici o experiență în guvernul național și că este nepotrivit să conducă cea de-a cincea economie mondială într-o criză economică.

## Sondaje de opinie
De la nominalizarea sa în octombrie 2011, François Hollande a condus constant în sondajele de opinie, deși după începerea campaniei electorale a început să piardă din susținere. În jurul lunii martie 2012, sondajele arătau că este la egalitate cu președintele în funcție, Nicolas Sarkozy, deși acesta din urmă a început să piardă susținerea în fața lui Hollande cu puțin timp înainte de primul tur de scrutin. Sondajele de opinie pentru turul al doilea de scrutin făcute imediat după primul tur de scrutin au arătat că Hollande îl va învinge pe Sarkozy cu o marjă între 6-10% din voturi.
Sondajele efectuate la iesirea  de la vot în timpul celui de-al doilea tur de scrutin au arătat că François Hollande a câștigat alegerile cu 51,5% din voturi, față de doar 49.5% obținute de Nicolas Sarkozy.

## Rezultatele

Rezultatele pe comune pentru primul tur al alegerilor prezidențiale din 2012.
Roz reprezintă comunele care au votat majoritar cu Hollande, albastru reprezintă comunele care au votat majoritar cu Sarkozy, gri închis reprezintă comunele care au votat majoritar cu Le Pen, roșu reprezintă comunele care au votat cu Mélenchon, portocaliu reprezintă voturile lui Bayrou, verde rep. voturile lui Joly, mov rep. voturile lui Dupont-Aignan, iar gri deschis reprezintă comunele cu absenteism majoritar.

| Candidat | Candidat               | Partid                                                                | Partid                 | Turul 1    | Turul 1 | Turul 2    | Turul 2 |
| Candidat | Candidat               | Partid                                                                | Partid                 | Voturi     | %       | Voturi     | %       |
| --- | ---------------------- | --------------------------------------------------------------------- | ---------------------- | ---------- | ------- | ---------- | ------- |
| | François Hollande      | Partidul Socialist (Parti socialiste)                                 | PS                     | 10.272.705 | 28,63   | 18.000.668 | 51,64   |
| | Nicolas Sarkozy        | Uniunea pentru o Mișcare Populară (Union pour un mouvement populaire) | UMP                    | 9.753.629  | 27,18   | 16.860.685 | 48,36   |
| | Marine Le Pen          | Frontul Național (Front national)                                     | FN                     | 6.421.426  | 17,90   |            |         |
| | Jean-Luc Mélenchon     | Frontul de Stânga (Front de gauche)                                   | FDG                    | 3.984.822  | 11,10   |            |         |
| | François Bayrou        | Mișcarea Democratică (Mouvement démocrate)                            | MoDem                  | 3.275.122  | 9,13    |            |         |
| | Eva Joly               | Europe Écologie–Verzii (Europe Écologie–Les Verts)                    | EELV                   | 828.345    | 2,31    |            |         |
| | Nicolas Dupont-Aignan  | Arise the Republic (Debout la République)                             | DLR                    | 643.907    | 1,79    |            |         |
| | Philippe Poutou        | Noul Partid Anticapitalist (Franța) (Nouveau Parti anticapitaliste)   | NPA                    | 411.160    | 1,15    |            |         |
| | Nathalie Arthaud       | Lupta Muncitorilor (Franța) (Lutte Ouvrière)                          | LO                     | 202.548    | 0,56    |            |         |
| | Jacques Cheminade      | Solidaritate și Progres (Solidarité et Progrès)                       | SP                     | 89.545     | 0,25    |            |         |
| |                        |                                                                       |                        |            |         |            |         |
| Total | Total                  | Total                                                                 | Total                  | 35.885.801 | 100     | 34.861.353 | 100     |
| |                        |                                                                       |                        |            |         |            |         |
| Voturi Valide | Voturi Valide          | Voturi Valide                                                         | Voturi Valide          | 35.883.209 | 98,08   | 34.861.353 | 94,18   |
| Voturi anulate și nule | Voturi anulate și nule | Voturi anulate și nule                                                | Voturi anulate și nule | 701.190    | 1,92    | 2.154.956  | 5,82    |
| Votǎri | Votǎri                 | Votǎri                                                                | Votǎri                 | 36.584.399 | 79,48   | 37.016.309 | 83,35   |
| Abțineri | Abțineri               | Abțineri                                                              | Abțineri               | 9.444.143  | 20,52   | 9.049.998  | 19,65   |
| Votanți înregistrați | Votanți înregistrați   | Votanți înregistrați                                                  | Votanți înregistrați   | 46.028.542 |         | 46.066.307 |         |
| |                        |                                                                       |                        |            |         |            |         |
| Tabelul cu rezultatele oficiale ale primului tur de scrutin în alegerile prezidențiale din Franța. Rezultate oficiale conform cu Consiliul Constituțional al Franței. Sursa: Lista candidaților · Rezultatele din primul tur de scrutin · Alegerile din turul doi |                        |                                                                       |                        |            |         |            |         |